# Och Piccadilly Circus ligger inte i Kumla
Och Piccadilly Circus ligger inte i Kumla är en roman av Håkan Nesser från 2002.

## Handling
Den är en ungdomsskildring som utspelar sig i Kumla under sommaren 1967. Den sjuttonårige Mauritz blir förälskad i grannen Signhild, vars far hittas halshuggen.
En filmatisering av boken inspelad i Närke hade premiär under våren 2014.